# Périarthrite scapulohumérale
La périarthrite scapulohumérale (PSH) est une expression générique, presque synonyme de « douleur à l'épaule » (« péri- » signifie : autour et « arthron » signifie : articulation). « Scapulo » signifie omoplate, et « huméral » précise qu'il s'agit de l'articulation avec l'humérus.
Ce terme regroupe toutes les atteintes aux muscles, tendons et bourses séreuses qui ensemble constituent l'articulation de l'épaule.
On considère parfois qu'il s'agit d'un type de rhumatisme affectant l'extérieur de l'articulation de l’épaule et pouvant toucher tous les tissus musculaires et tendineux de cette articulation.
Cette expression désigne, dans le domaine de la rhumatologie, plusieurs pathologies (tendinopathies simples ou destructrices, calcifiantes ou non) de l’épaule ayant en commun une atteinte des tendons de la coiffe des rotateurs de l'épaule. Elle inclut la capsulite rétractile qui décrit un enraidissement de l’épaule (« épaule gelée » ou « frozen shoulder »).
Cette expression devrait donc toujours être utilisée en précisant quelles sont les structures morphologiques et anatomiques concernées (selon les symptômes, il s'agira d'une calcification du tendon du sus-épineux, d'une tendinite du sus-épineux ou d'une tendinite du long-biceps...). Un diagnostic certain nécessite parfois l'utilisation de l’IRM ou de l’arthroscopie. Cette dernière permet aussi des interventions chirurgicales moins invasives et produisant moins de douleurs postopératoires.
Cet état, qui peut être très invalidant et fortement dégrader la qualité de vie du patient dans les cas les plus graves, apparaît le plus souvent après 40 ans, spontanément ou après un coup ou une chute sur l'épaule, ou après un effort anormal ou une utilisation intensive de l'articulation. La douleur caractéristique est dite « mécanique », c'est-à-dire qu'elle apparaît ou s'accroît nettement au mouvement du bras ou lors de la mobilisation de l'épaule, et elle diminue quand l'articulation n'est pas sollicitée, sauf la nuit quand on est couché sur l'épaule, ou lors de mouvements-réflexes. La guérison est parfois spontanée.
Les causes de ces maladies sont encore mal comprises. Elles peuvent faire suite à un traumatisme, un effort répété, une intervention chirurgicale, une vaccination qui a causé une inflammation des tendons ou une bursite (inflammation de la bourse permettant le glissement des différents plans musculaires les uns sur les autres ; les bourses en jeu sont, d'une part la « bourse séreuse sous-acromiodeltoïdienne » (espace de glissement entre le muscle deltoïde et l'acromion — l'apophyse de l’omoplate s’articulant avec la pointe externe de la clavicule) et, d'autre part, la « coiffe des rotateurs ».
La radiographie conventionnelle de l'épaule ne montre souvent rien de particulier. Parfois des calcifications sont visibles sur le tendon atteint. La vitesse de sédimentation est normale.

## Types
Dans les pays développés on peut supposer que :
- 33 % environ des PSH sont des PSH simples
- 33 % environ sont des PSH destructrices
- 17 % sont des PSH calcifiantes (tendinite calcifiante avec nodules de calcifications souvent localisés dans le tendon du muscle sus-épineux)
- 13 % sont des capsulites rétractiles

### Rupture de la coiffe des rotateurs
La rupture de la coiffe des rotateurs (qui peut suivre ou accompagner l'inflammation douloureuse des tendons) peut être partielle ou complète (elle est dans ce dernier cas alors dite « transmurale » ; elle laisse un «vide» dans la couche des tendons).
Ce mal touche surtout le sujet âgé et il relève le plus souvent de processus dégénératifs pouvant devenir symptomatiques progressivement ou à la suite d'un traumatisme léger. L'imagerie médicale par résonance magnétique montre que la rupture de la coiffe des rotateurs (RCR) est fréquente (28 % des cas chez des sujets asymptomatiques de 40 à 60 ans, atteignant 54 % dans le groupe des 60 ans et plus. Les ruptures traumatiques (chute, efforts violents) sont moins fréquentes et touchent plutôt le sujet jeune. Elles se traduisent par de vives douleurs au niveau du moignon de l'épaule, irradiant vers le bras et/ou le thorax.
On pensait autrefois qu'un conflit mécanique (dit «impingement» sous-acromial) entre la coiffe des rotateurs et l’acromion était une cause possible de rupture mais c'est une hypothèse qui est moins avancée aujourd'hui. Il s'agirait plutôt d'une des conséquences d’un défaut de stabilisation de l’articulation glénohumérale.
Tableau clinique : La douleur est maximale lors des mouvements du bras au-dessus de la tête, irradiant généralement la face externe de la partie proximale du bras. Des douleurs nocturnes sont fréquentes, ainsi qu'une perte de force et une perte de la mobilité active, la mobilité passive étant relativement conservée. Les formes graves sont une pseudoparalysie du bras et de l'épaule associée à une mobilité passive complète (la rupture des tendons sus et sous-épineux, petit rond se traduit par une limitation des mouvements actifs alors que les mouvements passifs sont possibles : le patient ne peut plus lever latéralement son bras au-dessus d'une certaine hauteur, alors que ce mouvement dit d'abduction reste possible si le médecin ou une autre personne lui soulève le bras), sans déficit neurologique.
L’examen comprend une recherche d’atrophie musculaire, la palpation, l’évaluation de la mobilité active et passive ainsi que de la force du bras. De tests spécifiques permettent de préciser l’élément morphologique en cause.
Le diagnostic est précisé par la radiographie ou l'échographie. Des altérations kystiques ou une sclérose du trochiter (tuberculum majus) signifient que le tendon du muscle sus-épineux est atteint de manière chronique. Si la coiffe des rotateurs est rompue, le défilé acromiohuméral (distance acromiohumérale, ou ACHD diminue), car l’abaissement de l’humérus par l’action de la coiffe des rotateurs n’est plus assuré. La tête de l'humérus s'élève alors avec un risque d'omarthrose secondaire, L’arthro-IRM a la meilleure sensibilité et spécificité pour mesurer l’étendue de la rupture, la rétraction et l’atrophie du tendon ou encore l’infiltration graisseuse de la musculature.
Traitement : Des anti-inflammatoires non stéroïdiens sont souvent préconisés, avec une rééducation. Les infiltrations dans l’espace sous-acromial de corticostéroïdes peuvent soulager le patient, mais en compromettant la guérison des tendons. Un traitement chirurgical est envisageable si la douleur ou le handicap persistent.

### Lésions du tendon du long chef du biceps brachial
Ces lésions, parce qu'intra-articulaires sont souvent conjointes à des lésions de la capsule et/ou de la coiffe des rotateurs.
Elles sont diagnostiquées par palpation (douleur du tendon dans le sillon bicipital (sulcus bicipitalis) et par le test de Speed et/ou le test de Yergason. S'il y a échec du traitement, une ténotomie du biceps est envisageable (avec ou sans ténodèse)

### Périarthrite calcifiante du tendon du sus-épineux (ou « tendinite calcifiante »)
L'« épaule calcifiante aiguë » (épaule aiguë hyperalgique) est l'affection la plus douloureuse de l'épaule. La douleur est brutale et permanente. L'articulation n'est alors quasiment plus fonctionnelle, avec souvent un léger gonflement et une augmentation de la température de la peau de l'épaule. Une évolution en épaule douloureuse subaiguë puis capsulite rétractile réactionnelle survient parfois.
Symptômes : inflammatoires, et vives douleurs nocturnes et à l'effort. Ils régressent parfois ou peuvent disparaître avec la dissolution spontanée des calcifications lors d'une poussée inflammatoire.
C'est une pathologie qui présente 3 états (observés via la radiographie) :
1. Calcification(s) circonscrite(s) et bien délimitée(s);
2. Calcifications circonscrites accompagnées des calcifications diffuses;
3. Calcification diffuse et mal délimitée uniquement.

Ces calcifications apparaissent à la radiographie sur les tendons de la coiffe des rotateurs ou sur la bourse sous-acromiodeltoïdienne.
Le radiologue peut parfois voir des modifications ou une calcification de l'os au niveau de la calcification.
Traitement : administration d'anti-inflammatoires non stéroïdiens durant quelques jours, par voie systémique. Une infiltration locale de corticostéroïdes est possible si la douleur est forte ou persiste. Parfois le « needling », des ultrasons ou des ondes de choc, ou des ventouses sont proposés lors de la rééducation. L’excision des calcifications sous arthroscopie peut être proposée en cas d’évolution chronique de longue durée et/ou, après échec du traitement conservateur.

### Épaule gelée («frozen shoulder»), capsulite rétractile, enraidissement de l’épaule
Cette pathologie correspond à une rétraction et à l'épaississement de la capsule de l'articulation. Le principal symptôme est une limitation douloureuse de la mobilité glénohumérale (dans toutes les directions). Elle apparait parfois apparemment spontanément, ou plus fréquemment secondairement à une opération chirurgicale ou à un traumatisme. Ses causes et mécanismes de survenue et d'évolution sont encore mal compris. Environ 2 % des adultes en sont affectés, des facteurs génétiques étant parfois en cause ou des médicaments (antiprotéases par exemple). Elle survient à n'importe quel âge. La durée de la forme idiopathique de l’épaule gelée est en moyenne de un an et demi.
Au fur et à mesure que l'épaule se bloque, la douleur se réduit. La vitesse de sédimentation est normale, tout comme la radiographie (qui montre parfois un éclaircissement correspondant à une déminéralisation de la tête de l'humérus). L'arthrographie met en évidence une diminution du volume de la cavité articulaire.
Le diabète, l’hypothyroïdie, l’immobilisation de l’épaule et les traumatismes thoraciques sont des facteurs de risques connus, de même que certains sports ou activités professionnelles (colleur d'affiche, laveur de carreau...).
Traitements : physiothérapie pour éviter les douleurs, mais elle peut parfois aggraver la situation si elle provoque des douleurs. Des anesthésiques locaux, antalgiques et des anti-inflammatoires non stéroïdiens sont utilisés, ainsi que des séances de kinésithérapie après la phase douloureuse. On utilise aussi la calcitonine (en spray nasal), dont si c'est nécessaire des corticoïdes en infiltrations locales, anti-inflammatoires. On évite généralement l'acte chirurgical (sauf en l'absence d'amélioration après au moins deux ans d’évolution).
L'efficacité du traitement par ultrason est discutée. L’arthrodilatation sous contrôle scopique, simple, peu invasive est efficace mais doit être couplée à une rééducation spécialisée pour un résultat optimal,.
Une arthro-distension peut diminuer les douleurs et faciliter la récupération de la mobilité, en accompagnement d'une (auto-)rééducation qui dure généralement environ trois mois. Elle peut évoluer en un rhumatisme accompagné de troubles de la circulation du bras.

### Pathologie de l’articulation acromio-claviculaire (ou « arthrose acromio-claviculaire »)
L’articulation acromio-claviculaire intervient régulièrement dans les douleurs de l'épaule. Cette affection est parfois confondue avec des pathologies cervicales, car elle n'apparait pas à la radiologie classique et est souvent accompagnée de douleurs irradiantes dans la nuque et dans la région du trapèze.
La palpation de l’articulation suscite une douleur, de même que sa compression (« test de Scarf » également nommé test «cross-body»)
Traitement : infiltration de corticostéroïdes dans l’articulation acromio-claviculaire, chirurgie..

## Diagnostic différentiel
Il doit :
- exclure d’autres pathologies, telles que maladie de Lyme ou douleurs d'origine cervicales notamment
- préciser les parties de l'épaule en cause, pour permettre le traitement le plus adéquat

## Généralités
Si la mésothérapie (sans utilisation de cortisone) n'améliore pas l'état du malade après 3 à 4 séances (espacées chacune de quelques jours), la mésothérapie doit être stoppée après la 5e séance.